# Букринский район
Букринский район — административно-территориальная единица Рязанской области, существовавшая c 1944 по 1956 год. Центром района было село Букрино.
Букринский район был образован 1 марта 1944 года. В его состав вошли Букринский, Вороновский, Гребневский, Долматовский, Добро-Слободский, Запольский, Истьинский, Карповский, Гремяковский, Киселевский, Ласковский, Медвежский, Михалковский, Мосоловский, Никитинский, Пожогинский, Ромадановский, Рождественский, Хрущево-Тырновский, Хламовский, Чернобаевский и Шевцовский сельсоветы Старожиловского района.
5 апреля 1956 года Букринский район был упразднён, а его территория передана в Старожиловский район.